# Christiaan Huygens Medal
Die Christiaan Huygens Medal ist ein nach Christiaan Huygens benannter Wissenschaftspreis, der von der Abteilung Geosciences Instrumentation and Data Systems innerhalb der European Geosciences Union an Forscher mit Verdiensten im Forschungsschwerpunkt der Abteilung verliehen wird.

## Organisation
Mit der Christiaan Huygens Medaille werden von der Abteilung Geosciences Instrumentation and Data Systems (GI), zu deutsch Geowissenschaftliche Instrumentierung und Datensysteme, der französischen Non-Profit-Organisation Union européenne des géosciences, allgemein bekannt als European Geosciences Union (EGU), Personen ausgezeichnet, die Innovationen, Entwicklungen und Entdeckungen im zentralen Aufgabengebiet der Abteilung oder eine Reihe von aufeinander aufbauenden Arbeiten zum Erreichen eines bedeutenden Fortschritts repräsentieren.
Die Abteilung GI forscht zu hochpräzisen Messgeräten für die Geowissenschaften, an mathematischen Konstrukten zur Auswertung der Messdaten und Rückschlüssen auf unsichtbare Eigenheiten und Vorgänge.
Seit 2008 wird die Christiaan Huygens Medaille auf der jährlichen Versammlung der EGU ausgelobt.
In den Jahren 2012 bis 2014 wurde keine Medaille verliehen.
Das Design der Medaille wurde von József Kótai für die EGU entworfen und zeigt ein Porträt-Relief von Christiaan Huygens auf der Bildseite.
Neben dieser Medaille werden von der EGU selbst und auch von anderen Abteilungen bedeutende Forscher mit Medaillen und Preisen gewürdigt.

## Preistragende
| Verleihungen                | Bemerkungen                                                                 |
| --------------------------- | --------------------------------------------------------------------------- |
| 2008: Horst Uwe Keller      | Entwickler für im Weltraum betreibbare Präzisionskameras                    |
| 2009: Valery Korepanov      | Entwickler von Sensoren und Instrumenten                                    |
| 2010: Jean-Loup Bertaux     | Astronom, Sohn des französischen Germanisten Pierre Bertaux                 |
| 2011: Martin Hürlimann      | erforscht die Kernspinresonanz                                              |
| 2015: Kristine M. Larson    | Geodätin; Präzisions-GPS                                                    |
| 2016: Karl U. Schreiber     | Geodät; Terrestrische Ringlaser                                             |
| 2017: Riccardo Lanari       | Italienischer Elektroingenieur; Hochpräzisionsradar                         |
| 2018: Jothiram Vivekanandan | Atmosphärenforscher, Atmosphärenradar und Datenauswertung                   |
| 2019: Lev V. Eppelbaum      | Geophysiker; Datenanalyse                                                   |
| 2020: Raffaele Persico      | Bodenradarspezialist; Theoretische Grundlagen, Bau und praktische Anwendung |
| 2021: R. Giles Harrison     |                                                                             |
| 2023: Maurizio Fedi         |                                                                             |
| 2024: Nemesio M. Pérez      |                                                                             |
| 2025: Francesco Soldovieri  |                                                                             |